# Margherita Luti
Margherita Luti (en español, Margarita Luti), Luzi o Luzzi, generalmente conocida como la Fornarina (del italiano fornaio, «panadero»), fue la amante y modelo predilecta de Rafael Sanzio, quien se inspiró en ella para la realización de varias de sus obras. Si se tiene en cuenta que cuando posó para la Donna velata (c. 1516) tenía –aproximadamente– 23 años, habría que situar la fecha de su nacimiento en torno a 1493.
Falleció en el convento de Santa Apolonia (Roma) en 1522.

## Datos biográficos
Apenas nada se sabe de su vida, perdiéndose entre elogios de su «maravillosa hermosura» los pocos datos biográficos de que se dispone hasta ahora.
Hija del panadero Francesco Luti di Siena (según Carlo Astolfi, se trataría de un antiguo miembro de la nobleza local venido a menos), parece que nació en Roma (más concretamente en el Trastévere) hacía finales del siglo XV.
Cuatro meses después del fallecimiento de Rafael, el 6 de abril de 1520 –el mismo día que cumplía 37 años–, se retiró al convento de Santa Apolonia (18 de agosto), donde permaneció hasta su muerte en 1522, lo que reforzaría la hipótesis de un supuesto matrimonio secreto con el artista, quien, al parecer, estaba comprometido con una tal María Bibienna (m. 1520), sobrina del cardenal Dovizi.

Al dì 18 agosto 1520, oggi è stata ricevuta nel nostro conservatorio Madama Margherita vedoa figliuola del quodam Francesco Luti di Siena.
Valeri, Antonio (1897). «Nelle feste di Urbino, chi era la Fornarina». La Vita Italiana (Roma) III (17): 353-363.

Otras versiones –por el contrario–, suponen que convivió algún tiempo con el también pintor Giulio Romano, antiguo alumno del maestro, antes de su definitivo enclaustramiento.
En Le vite de' più eccellenti pittori, scultori e architettori, Giorgio Vasari se refiere a ella como «su mujer, a quien Rafael amó hasta su muerte». Según Balzac (Splendeurs et misères des courtisanes), Margherita fue la «mujer fatal» del tándem Rafael-Fornarina. Charles de Brosses la considera «de alta perfección». Para Gustave Flaubert (Dictionnaire des idées reçues), «era una mujer hermosa. Es todo lo que hay que saber».
Según modernas investigaciones (ya Fabio Chigi, descendiente del banquero Agostino Chigi, amigo del pintor, dijo de ella que no era más que «una prostituta de baja estofa»), pudo ser más bien una famosa cortesana de la época.

## Enigmas sobre su muerte

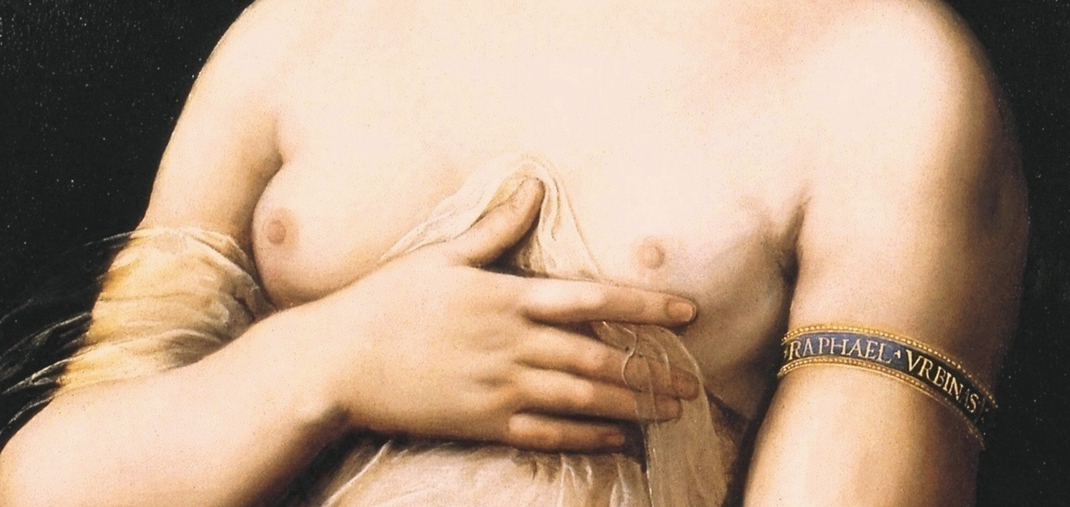
Rafael Sanzio. La Fornarina (detalle de los pechos). Inscripción en el brazalete: RAPHAEL VRBINAS.

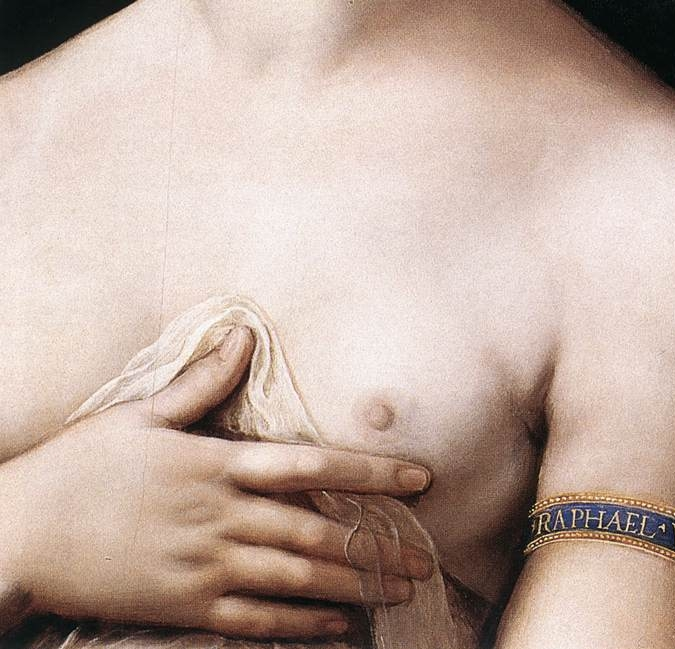
Rafael Sanzio. La Fornarina (detalle del seno izquierdo).

Ya algunos especialistas habían venido observando que, al parecer, el cuerpo de Margherita no respondía a los considerados patrones de belleza renacentista ni, sobre todo, coincidía con los de las otras mujeres (sus célebres madonnas) que, normalmente, pintaba Rafael.
Para otros autores, la obra no estaría terminada, observando al respecto que mientras en la mama derecha no se apreciaban las pinceladas, el pecho izquierdo presentaba mayor contraste cromático y los trazos del pincel eran más sueltos.
Por su parte, el doctor Carlos Hugo Espinel, del Departamento de Medicina de la Universidad de Georgetown, afirma que la modelo padecía un tumor mamario –que le causaría la muerte–, destacando sobre el particular cinco indicios, según él, «compatibles con el diagnóstico de cáncer»: abultamiento en el seno izquierdo (justo sobre el dedo índice), retracción de la mama bajo el mismo, decoloración de los pezones, ligera protuberancia en la axila e hinchazón del brazo.
Por el contrario, Juan José Grau, jefe del Departamento de Oncología Médica del Hospital Clinic de Barcelona, sostiene que la modelo presenta «pocas probabilidades de sufrir un cáncer de mama», asegurando que, de los cinco signos clínicos enumerados por Espinel, solo el primero podría ser tomado en consideración, siendo incluso «probable que apareciese debido a la postura de la modelo», es decir, por la presión del dedo sobre el pecho.
En otro orden de cosas, algunos investigadores han considerado la curiosa coincidencia entre el supuesto nombre de la modelo y la perla que pende de su turbante («Margarita»: del griego Μαργαρίτης; literalmente, «perla»).

### El anillo de Rafael
Al parecer, posteriores repintes de algunas zonas del cuadro ocultarían, entre otros elementos, un anillo de boda (descubierto mediante rayos X), colocado en el dedo medio de la mano izquierda de la joven y cuya presencia –supuestamente– habría podido enturbiar la memoria de su difunto autor. Huelga decir que no existen datos documentales acerca del supuesto artífice de los retoques ni, sobre todo, de cuáles fueron sus verdaderas intenciones al realizarlos.

## Obras en las que aparece
Al menos, dos retratos de Rafael han sido identificados como de Margherita: la Donna velata (c. 1516) y La Fornarina (1518-1519), donde la joven se muestra desnuda de cintura para arriba, mientras se sujeta un pecho.
Aparece además en la Virgen de la silla (1513-1514), la Madonna de Foligno (c  1512), El éxtasis de Santa Cecilia (c. 1516-1517), El triunfo de Galatea (1510-1511)… o, más probablemente, la Madonna Sixtina (1513-1514).
Posiblemente, fue también la modelo de la Mujer ante el espejo de Giulio Romano, atribuida con anterioridad al propio Rafael.

Rafael Sanzio. Donna velata. c. 1516.
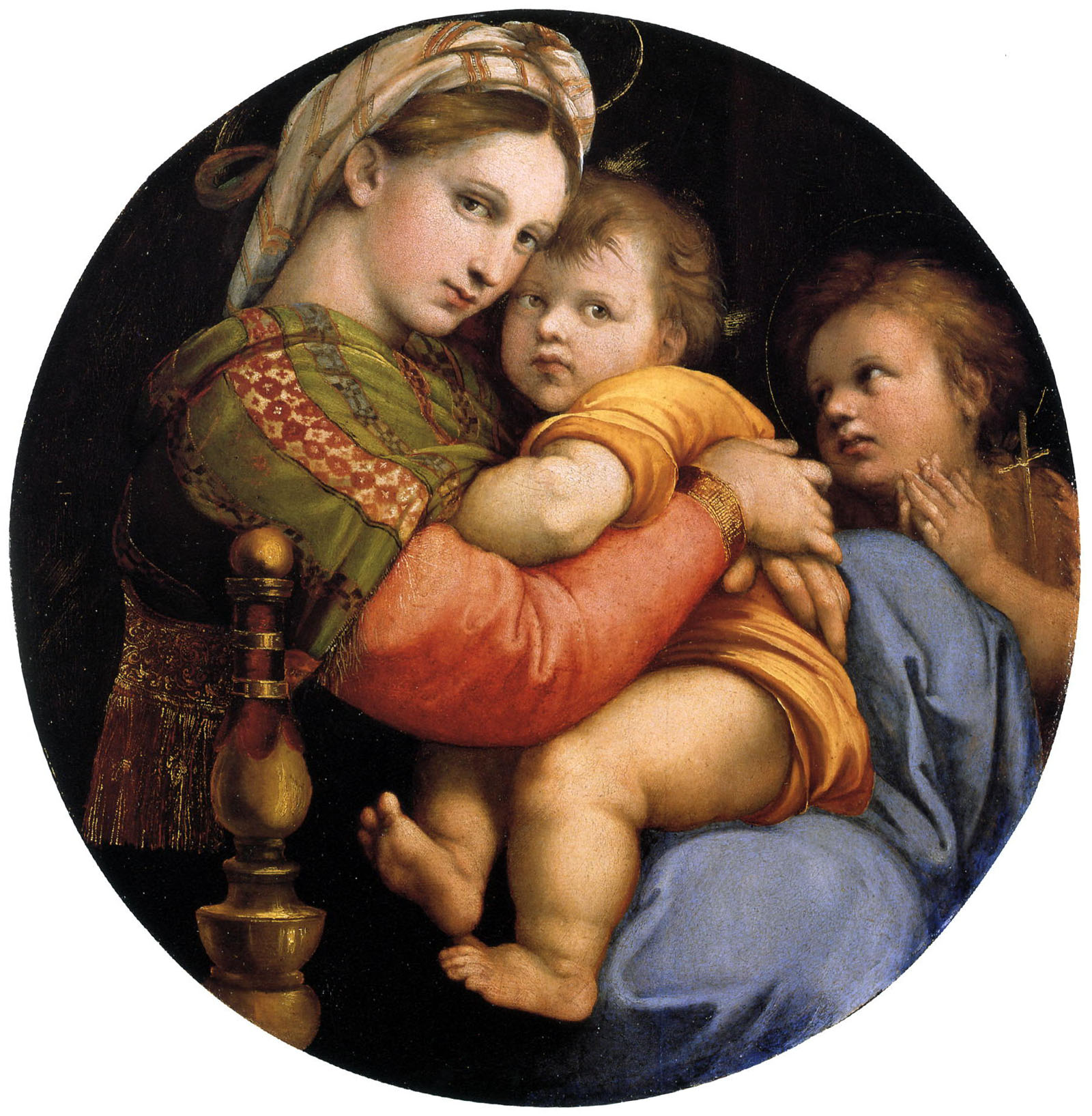
Rafael Sanzio. Virgen de la silla. 1513-1514.
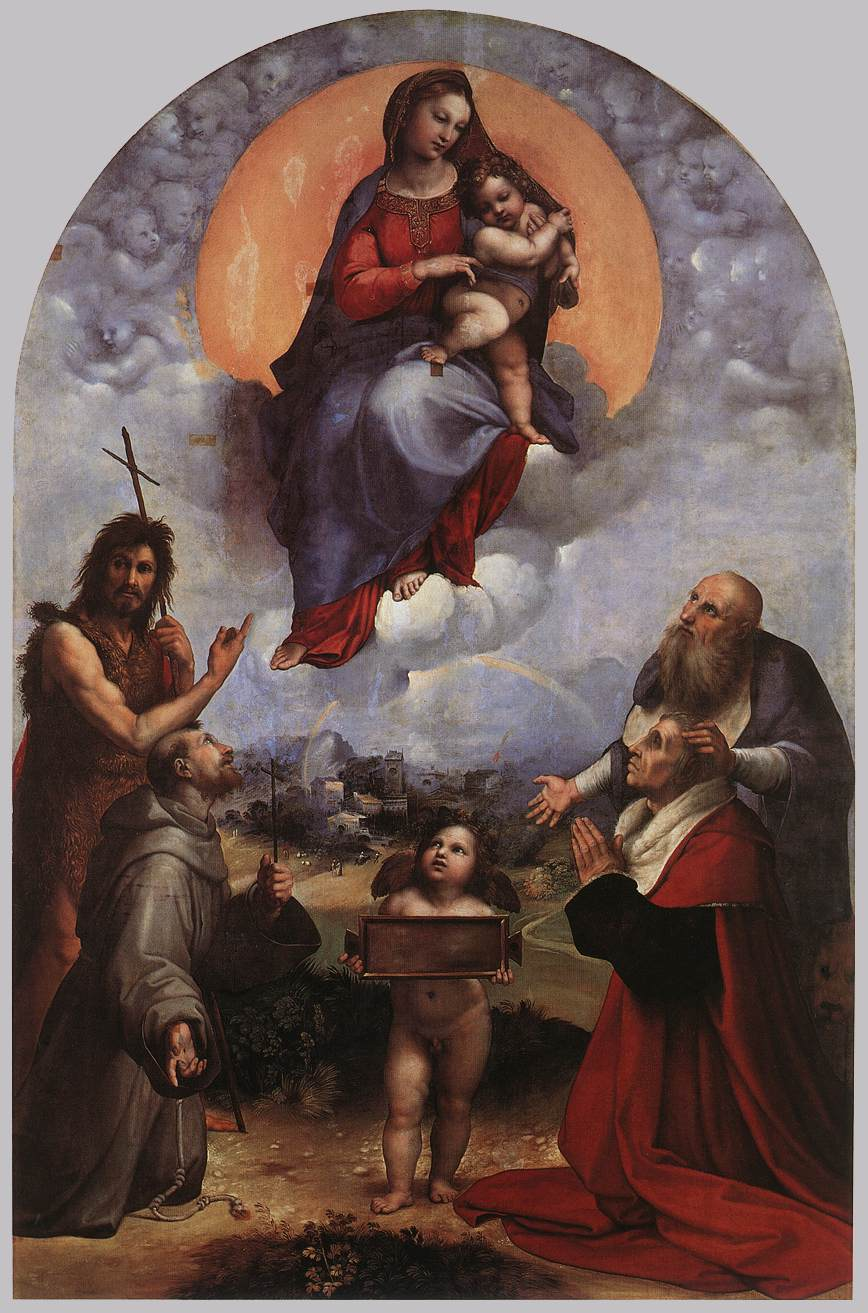
Rafael Sanzio. Madonna de Foligno. c. 1512.
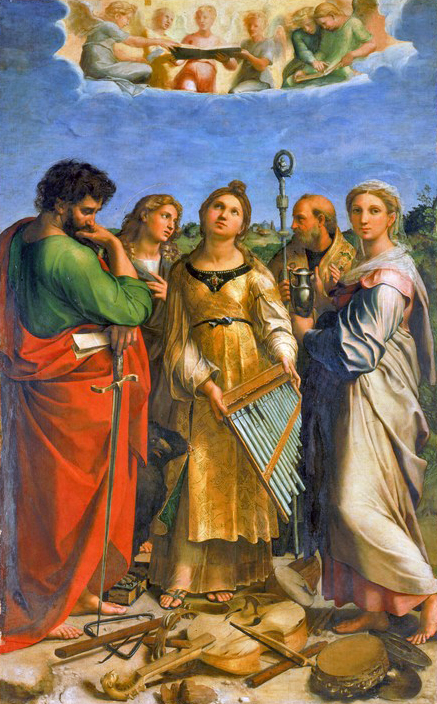
Rafael Sanzio. El éxtasis de Santa Cecilia. c. 1516-1517.
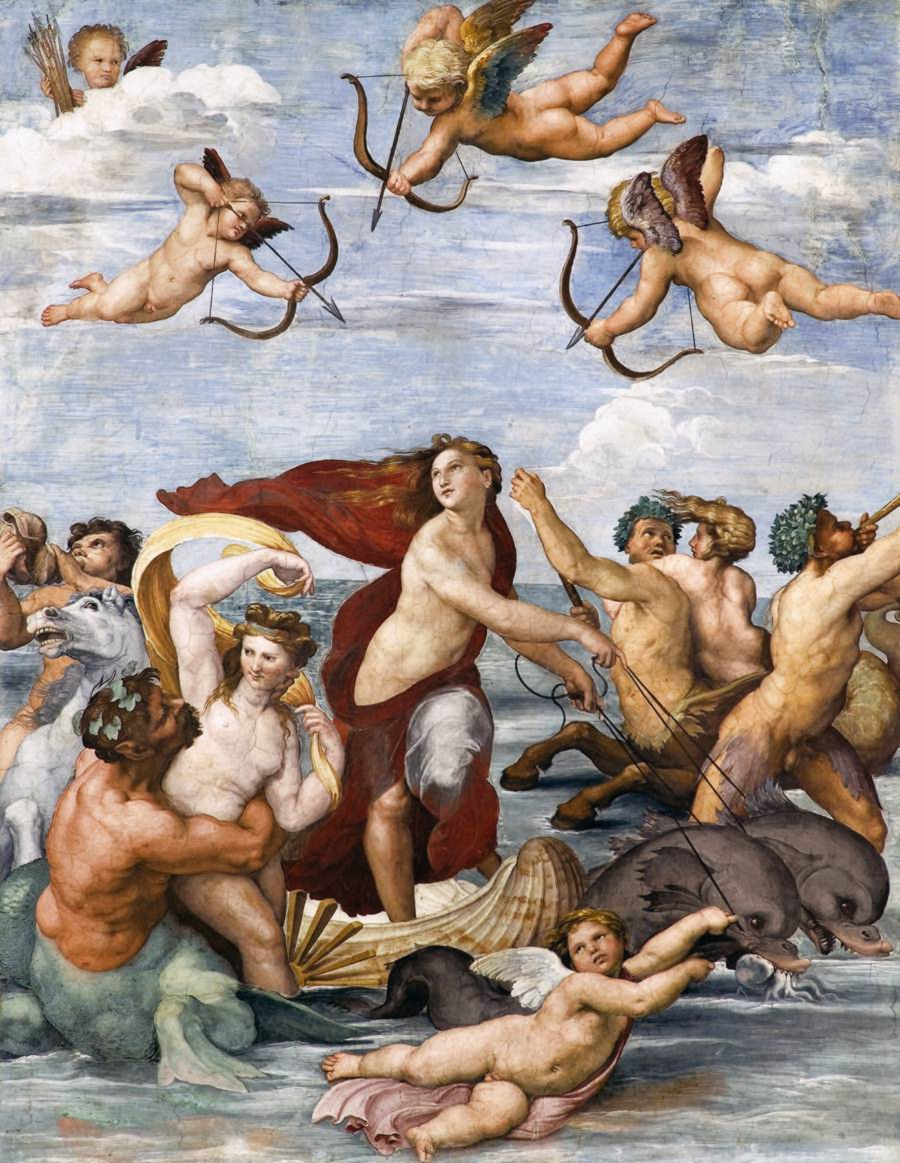
Rafael Sanzio. El triunfo de Galatea. 1510-1511.
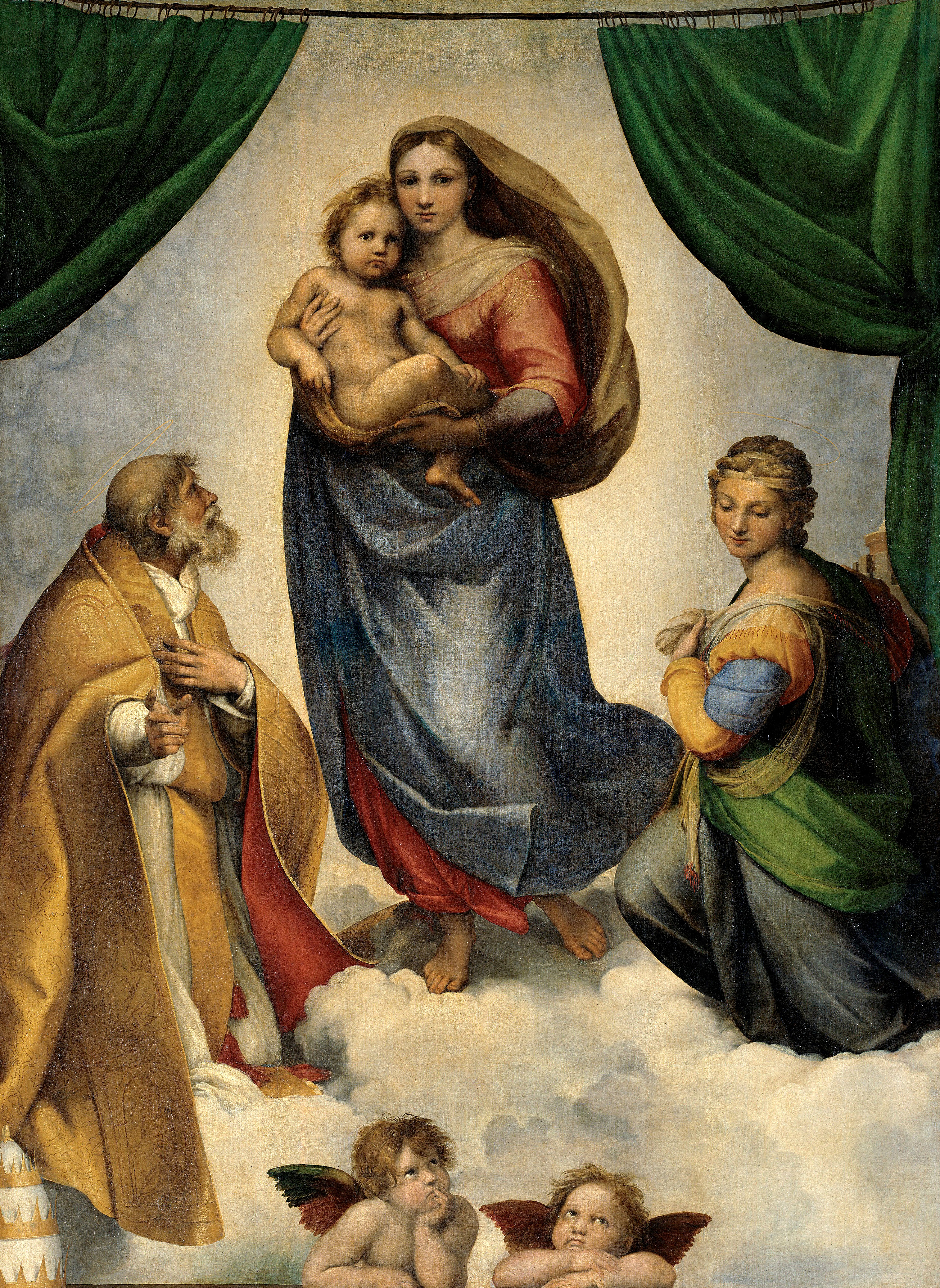
Rafael Sanzio. Madonna Sixtina. 1513-1514.
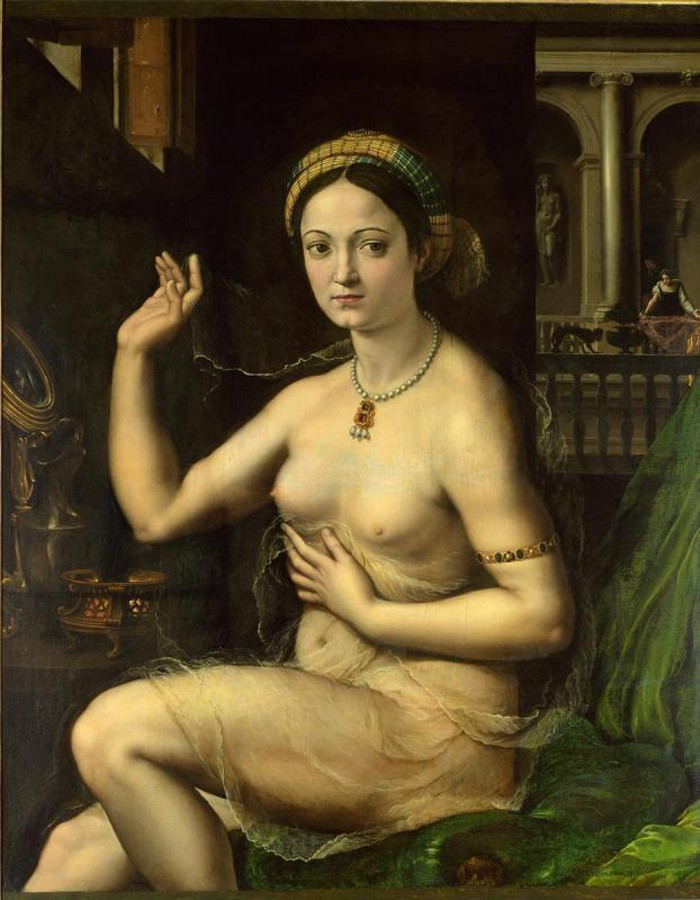
Giulio Romano. Mujer ante el espejo. c. 1521/4.

### El triunfo de la Fornarina
En 1894, los expertos en Arte M. B. Lasquin y M. Georges Meusnier la describen así:

El triunfo de la Fornarina (composición alegórica con numerosas figuras).

Este cuadro, firmado y fechado en 1511, fue encargado por César Borgia, cuyo retrato se encuentra en la Farnesina.
En primer término, la Fornarina, salida del baño, sentada, se muestra insensible a todo; a su izquierda, la Prudencia interroga a un eunuco mientras se oculta para no ser vista por una gran dama vestida con un manto de púrpura verde; con el pecho desnudo, cubierta de joyas, sostiene con su mano izquierda un racimo de uvas, símbolo de la fecundidad. Situada al lado de un fauno lúbrico, parece provocar su admiración; pero él está como idiotizado contemplando a la Fornarina, que es la única que puede hacer cumplir sus deseos.
Vendedores de fruta señalan con el dedo a la Fornarina, como diciendo: "Es la manzana más bella".
En segundo plano, Venus, que se ha pinchado en un pie con la espina de un rosal, la Caridad y Roxana, la esposa de Alejandro.

Pintado sobre tabla de madera de roble.

Falta por averiguar si posó también para la Hipatia de La escuela de Atenas (1510-1511) o si, como afirman otros investigadores, el rostro que aparece en la obra fue el del condotiero Francesco della Rovere (n. 1490) o –más raramente– del humanista Pico della Mirandola (n. 1463).

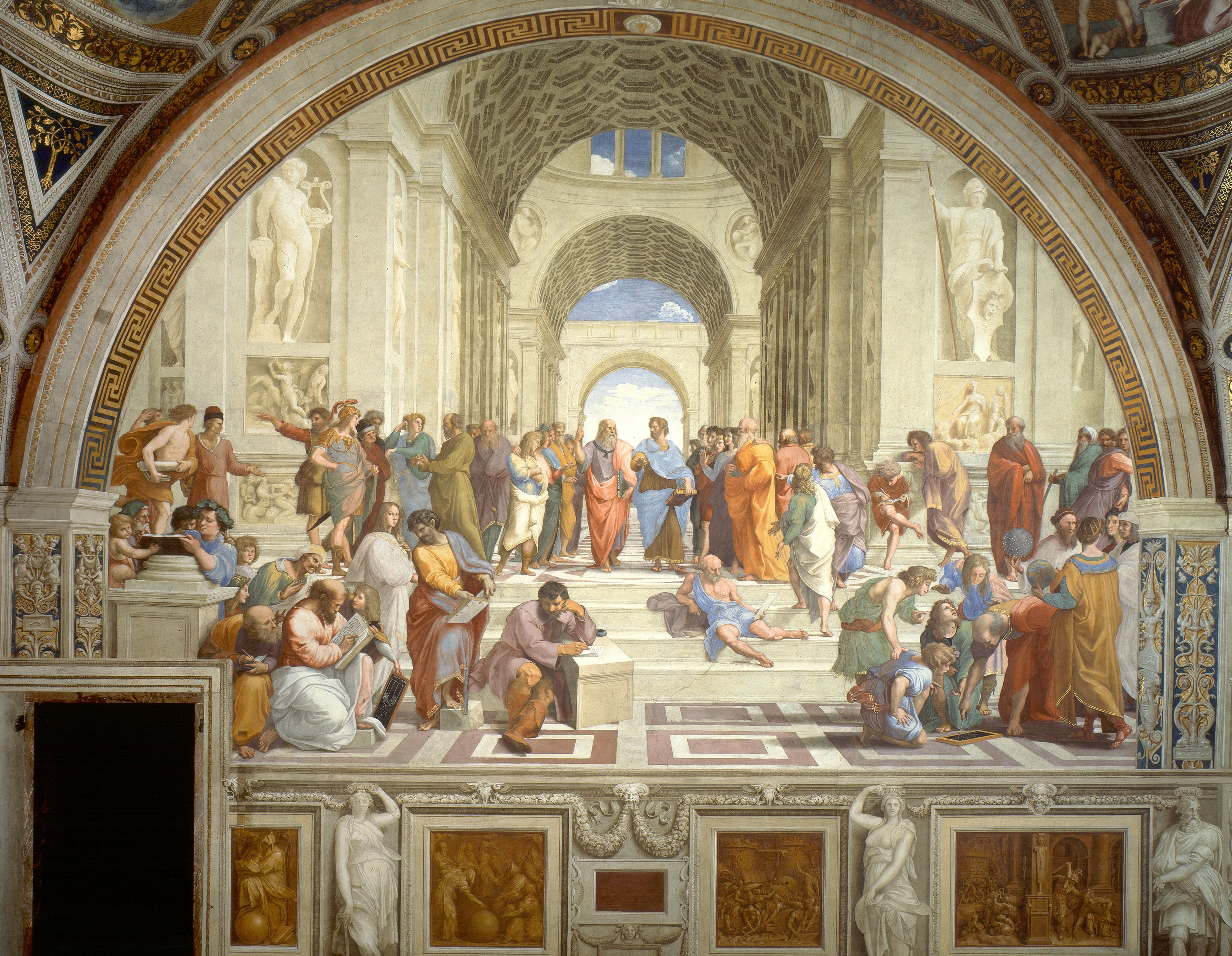
Rafael Sanzio. La escuela de Atenas. 1510-1511.
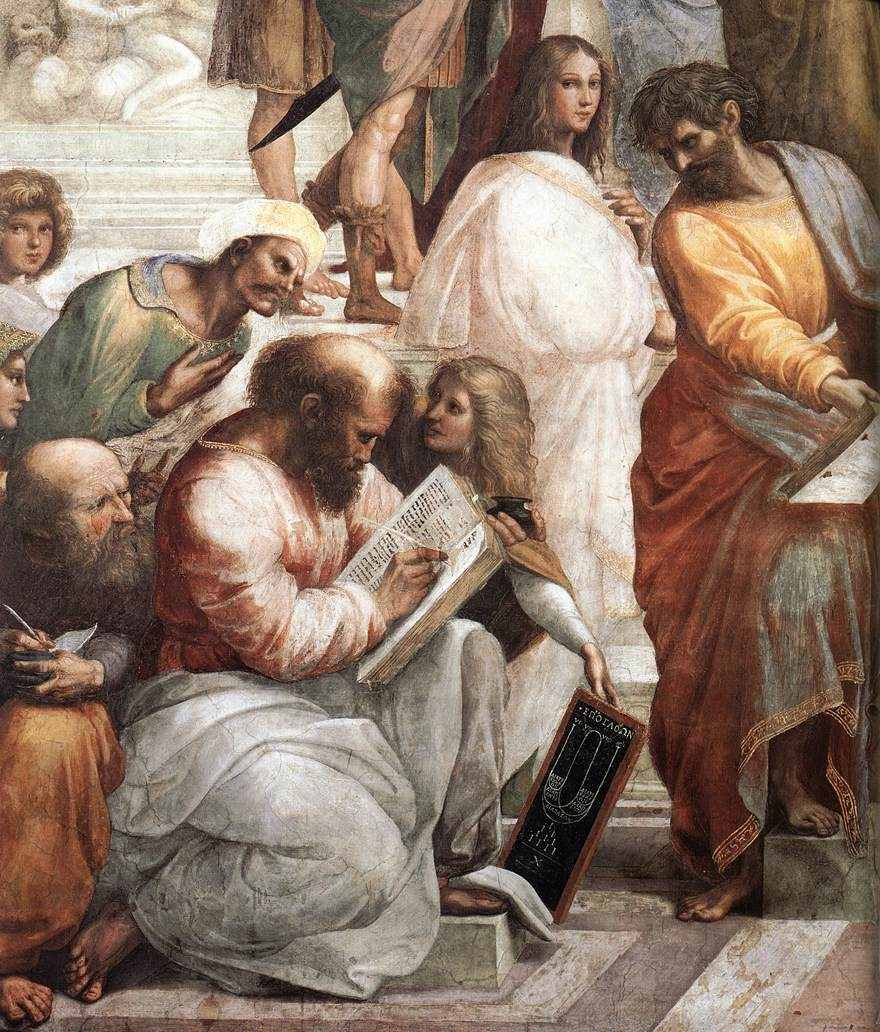
Rafael Sanzio. La escuela de Atenas (fragmento).

## Rafael yla Fornarinaen el Arte moderno

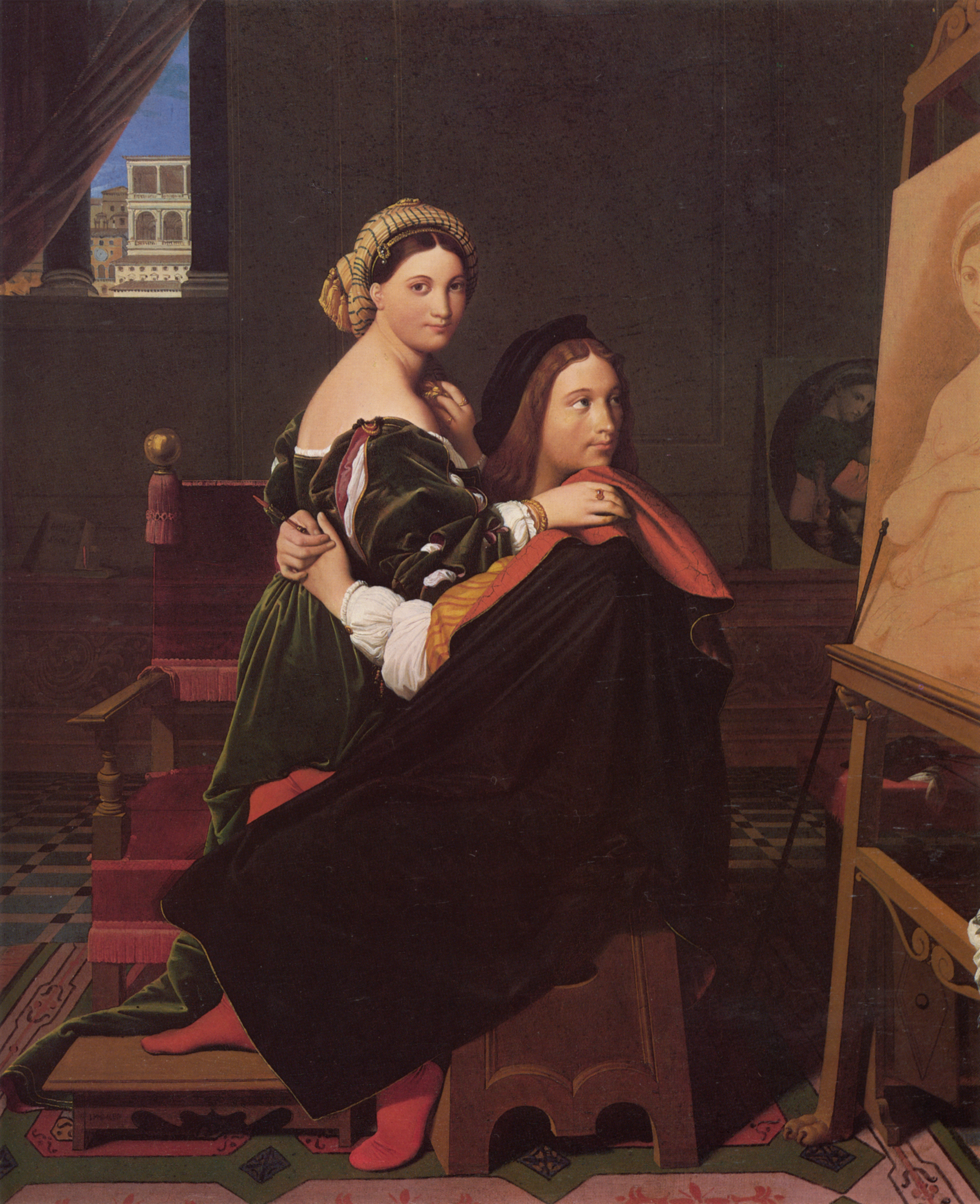
Dominique Ingres. Rafael y la Fornarina. 1814.
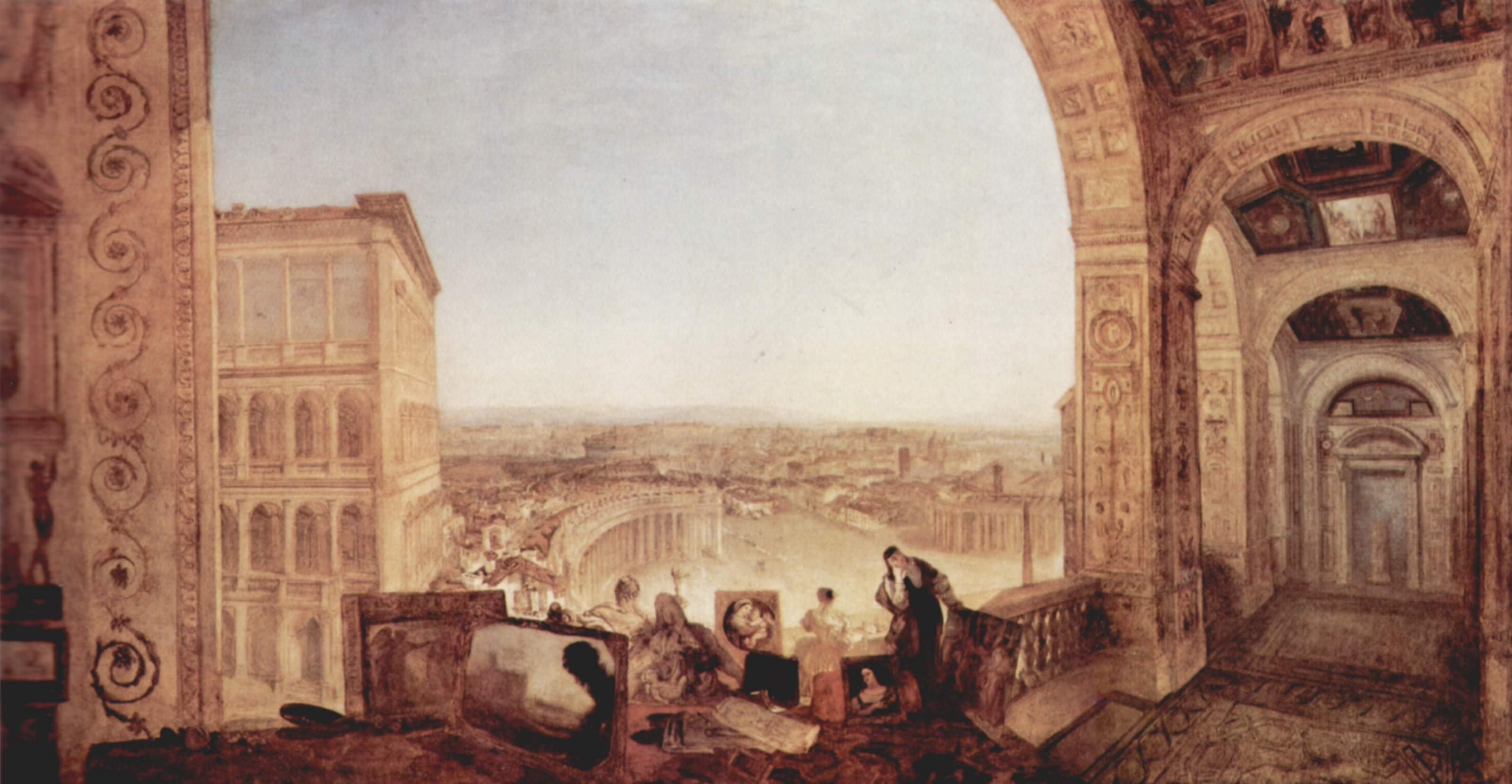
William Turner. Roma desde el Vaticano: Rafael, acompañado por la Fornarina, prepara sus cuadros para la decoración de la Logia. 1820.

Quedan por añadir nuevas versiones del propio Ingres, Cesare Mussini, Giuseppe Sogni, Henri-Joseph Marlet [?], Francesco Gandolfi, Samuel Reynolds, Heinrich Lefler, Fernando Botero, el fotógrafo Joel-Peter Witkin… o la serie de grabados de Picasso, de 1968.

## Filmografía
| Título original | Fecha de estreno | País   | Director        | Como Rafael    | Como Margherita Luti |
| --------------- | ---------------- | ------ | --------------- | -------------- | -------------------- |
| La fornarina    | Oct. 1944        | Italia | Enrico Guazzoni | Walter Lazzaro | Lída Baarová         |

## Novela histórica
- Haeger, Diane (2008). El anillo de Rafael. Barcelona: Seix Barral. ISBN 978-8432231612.
- Taxil, Léo; Milo, Karl (1884). Les maîtresses du pape: roman historique anticlerical. Paris: Librairie anti-cléricale.

## Obras relacionadas

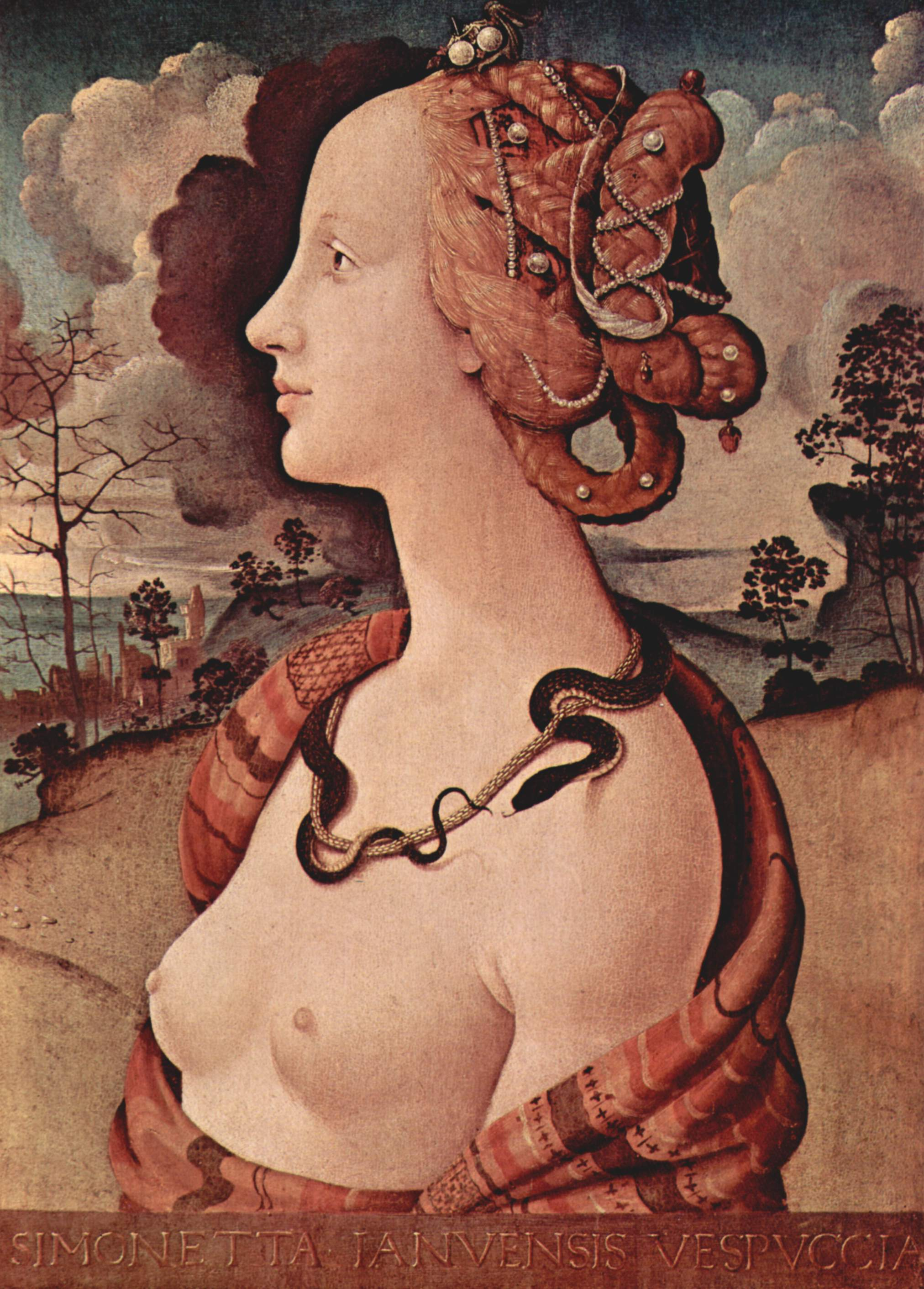
Piero di Cosimo. Retrato de Simonetta Vespucci como Cleopatra. c. 1480-1490.
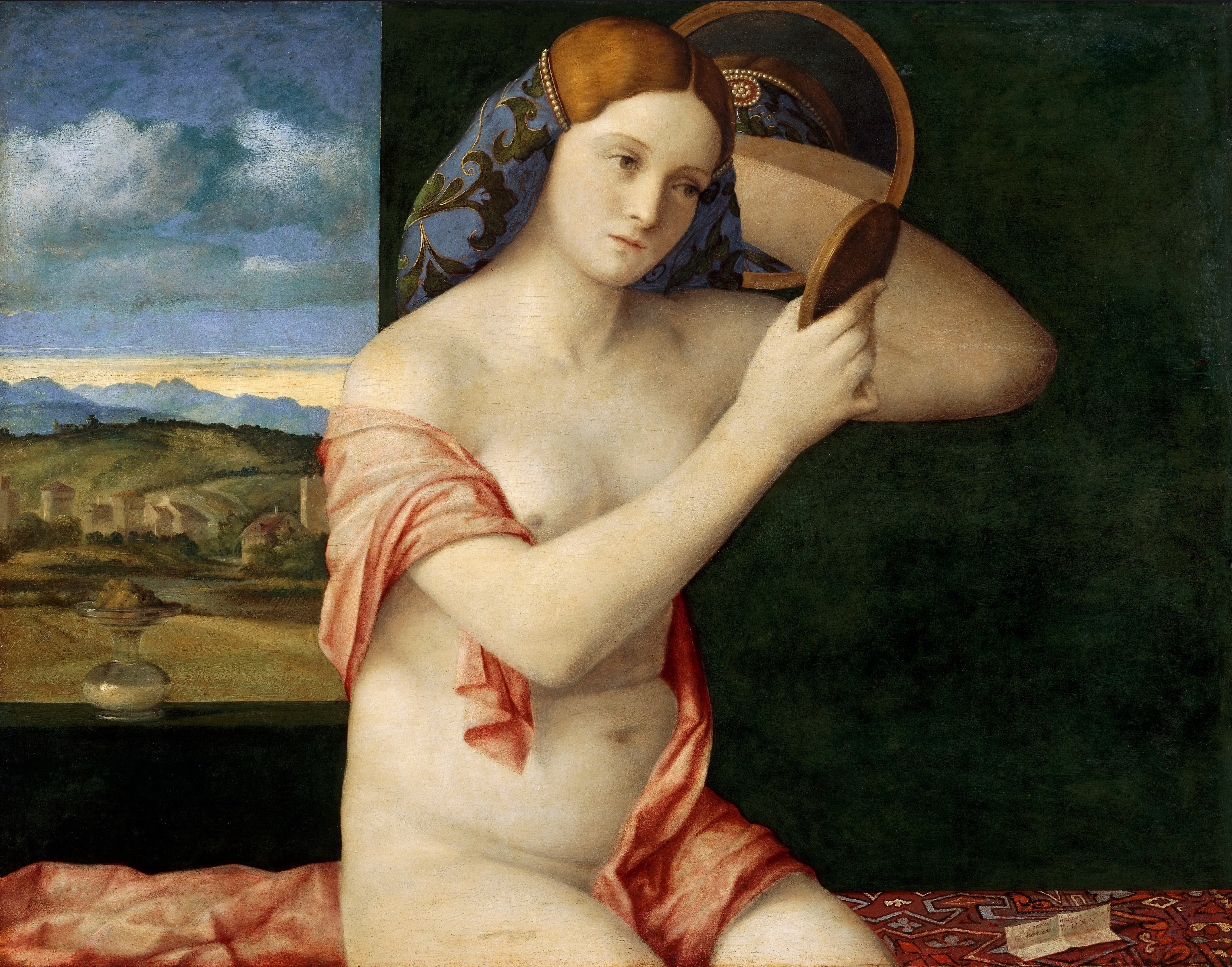
Giovanni Bellini. Giovane donna nuda allo specchio. 1515.